# Tumeur de Krukenberg
Pour les articles homonymes, voir Krukenberg.
 Mise en garde médicale
On appelle tumeurs de Krukenberg certaines tumeurs des ovaires. Bien qu’elles puissent sembler être des tumeurs primitives de l’ovaire, il s’agit toujours de métastases (c'est-à-dire de tumeurs secondaires), originaire le plus souvent d'une tumeur du système digestif, et notamment de l'estomac, ou parfois encore d'un cancer du sein. Souvent on trouve des tumeurs de Krukenberg dans les deux ovaires. Au microscope, elles sont caractérisées par l'apparition de cellules en bague à chaton qui sécrètent de la mucine ; quand on découvre la tumeur primitive, on y trouve les mêmes cellules en bague à chaton.

## Historique
Les tumeurs de Krukenberg portent le nom de Friedrich Ernst Krukenberg (1871-1946), médecin allemand qui le premier les a décrites comme des fibrosarcoma ovarii mucocellulare carcinomatodes.

## Étiologie et incidence
Les métastases ovariennes ne représentent qu’environ 5 % des cancers des ovaires ; dans les autres cas, il s’agit d’un cancer primitif. Les tumeurs de Krukenberg constituent en nombre le troisième type de métastases ovariennes, après les tumeurs épithéliales et des tumeurs de cellules germinales) et elles constituent 14 % de ces formations cancéreuses. À la différence de quelques autres formes de cancer, il n'y a aucune influence jouée par l'éthnie. On voit généralement des tumeurs de Krukenberg des femmes d’âge moyen ou âgées, aux environs de la ménopause ou après.

## Symptômes
Une tumeur de Krukenberg peut être révélée par des douleurs abdominales ou pelviennes, un ballonnement abdominal, des ménométrorragies (saignements vaginaux entre les règles, et des règles plus abondantes). Ces symptômes sont non spécifiques (c'est-à-dire qu’on les remarque dans toute une gamme de problèmes autres que le cancer) et on ne peut faire un diagnostic qu’après un scanner, une cœlioscopie/laparotomie et/ou une biopsie de l'ovaire (attention au risque de dissémination).

## Pathogenèse

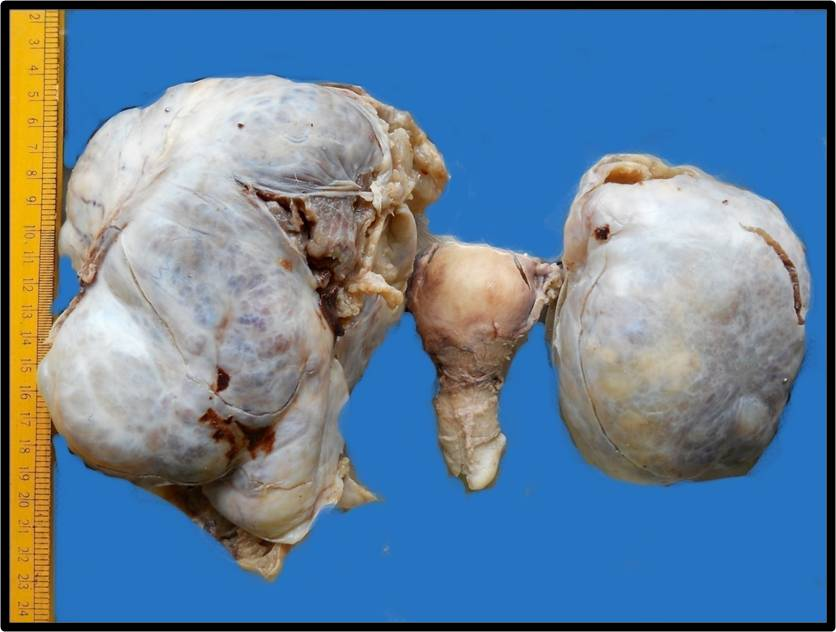
Tumeurs de Krukenberg- Utérus (au centre) avec un cancer bilatérale des ovaires conservant la forme de l'ovaire.

On n’est pas encore d’accord quant au mécanisme exact par lequel les cellules cancéreuses de l'estomac, de l’appendice ou du côlon se métastasent jusqu’aux ovaires ; traditionnellement on pensait que la contamination s’opérait directement à travers la cavité abdominale, mais quelques chercheurs ont récemment suggéré que cette contamination pourrait être plus probablement lymphatique (c'est-à-dire par l’intermédiaire des ganglions lymphatiques) ou hématogène (c'est-à-dire par l’intermédiaire du sang), puisqu’on trouve la plupart de ces tumeurs à l'intérieur des ovaires. Les partisans de cette théorie ont remarqué que les métastases ne se rencontrent jamais dans l’omentum ou épiploon(lame graisseuse appendue à l'estomac) et que les cellules cancéreuses se trouvent à l’intérieur de l'ovaire mais ne se développent pas vers l'extérieur.
Bien qu'une tumeur de Krukenberg soit le plus généralement une métastase d'un cancer gastrique (d'habitude un adénocarcinome), ce n'est pas toujours le cas. On a signalé d'autres tumeurs de la zone gastro-intestinale (incluant, et c’est important, le cancer du côlon) qui ont occasionné des tumeurs de Krukenberg et la littérature médicale rapporte des cas récents où des tumeurs de Krukenberg proviennent de tumeurs de l’extrémité de l’appendice.

## Traitement et Pronostic
Puisque la tumeur de Krukenberg est une tumeur secondaire (métastatique), la gestion de la tumeur doit impliquer la découverte et le traitement du cancer primaire. En général, la plupart des cas de tumeur de Krukenberg ont un mauvais pronostic et une opération radicale comme l’ablation des ovaires (et du côlon ou de l’appendice s’ils sont impliqués) ne peut permettre de survivre que dans les cas de métastase solitaire ovarienne ou de maladie étroitement localisée (c'est-à-dire si la lésion se situe seulement dans le bassin). On peut employer la chimiothérapie et la radiothérapie avant l’intervention chirurgicale pour réduire la tumeur et faciliter son ablation.